# Barabási Albert László
Barabási Albert László (Karcfalva, 1967. március 30. –) magyar fizikus, hálózatkutató, a Magyar Tudományos Akadémia külső tagja. Apja Barabási László történész, volt múzeumigazgató. Édesanyja, Katalin magyar szakos tanárnő és gyermekszínházi rendező.

## Élete és munkássága
Középiskolai tanulmányait a csíkszeredai Márton Áron Főgimnáziumban folytatta. Gimnazistaként szobrász szeretett volna lenni, szobrászatot is tanult, amivel azonban hamar felhagyott. Közben fizikából már diákvetélkedőket nyert, végül fizika szakra jelentkezett.
Egyetemi tanulmányait 1986–1989 között a Bukaresti Egyetem fizika és mérnöki szakán folytatta, majd az Eötvös Loránd Tudományegyetemen 1991-ben ugyancsak fizikából végzett mesterképzést, fraktálelméletből diplomázott. Tudományos fokozatot 1994-ben a Bostoni Egyetemen szerzett. Ezután az IBM alkalmazta, itt került közelebbi kapcsolatba a később szakterületévé vált hálózatelmélettel.
Az erdélyi származású világhírű tudós az Indiana állambeli Notre Dame Egyetem professzora volt 2007-ig. Jelenleg (2013) Bostonban dolgozik a Northeastern Egyetemen és a Harvardon.
2007 óta a Northeastern Egyetem Komplex Hálózati Kutatóközpontjának (Center for Complex Network Research) vezetője.
2003 óta az Amerikai Fizikai Társaság, 2004 óta a Magyar Tudományos Akadémia, 2007 óta  az Academia Europaea tagja, 2018 óta a Román Akadémia, 2024 óta az US National Academy of Sciences tagja, valamint az Osztrák Tudományos Akadémia levelező tagja.Albert-László Barabási. www.oeaw.ac.at (Hozzáférés: 2024. október 5.)

## Kutatási területe
- A komplex hálózatok elméletének területén elért eredményei meghatározóak.
- Az ő munkája nyomán vált fontos kutatási területté a skálafüggetlen hálózatok tanulmányozása. Ilyen, kiegyenlítetlen kapcsolat-eloszlású hálózatokat a természettudomány és szociológia legkülönbözőbb területein megfigyelhetünk. A skálafüggetlen hálózatok megjelenését Barabási a preferenciális kapcsolódás jelenségével magyarázta. Egy növekedésben lévő hálózatban akkor beszélünk preferenciális kapcsolódásról, ha egy csúcs kapcsolatgyűjtő képessége a már összegyűjtött kapcsolatainak számával arányosan növekszik. Az általa és tanítványa által kidolgozott modell a Barabási–Albert-modell szócikkben található.
- Ő és kutatócsoportja a web "átmérőjét" is meghatározta, e szerint átlagosan 19 kattintásra vagyunk a jelenleg fellelhető bármely internetes oldaltól.
- Kutatásai a hálózatokról a kommunikációelmélet egyik kedvelt tézisét, a világfalu-elméletet, illetve a hatlépésnyi távolság törvényét is megerősítik.

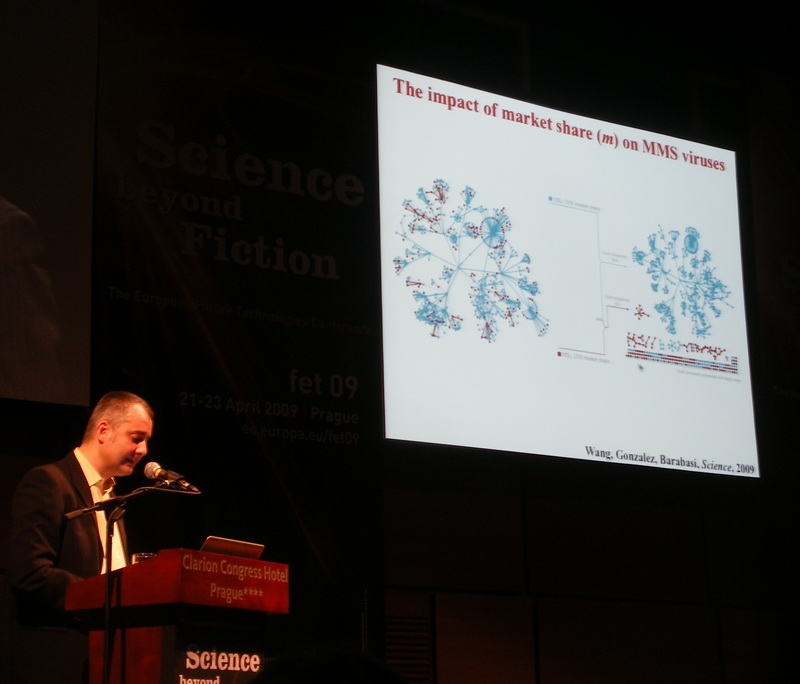
Előadás közben

## Díjai, kitüntetései
- 2011: Hargita Megyéért Díj[8]
- 2006: Neumann-plakett és -oklevél[9]
- 2013: Kriterion-koszorú[10]
- 2014: Prima Primissima díj
- 2018: Moholy-Nagy-díj[11]
- 2019: Bolyai János alkotói díj[12]
- 2021 Lagrange-díj(wd)[13]
- 2021 Statisztikai és Nemlineáris Fizikai Díj(wd), Európai Fizikai Társaság(wd)[14]
- 2023 Lilienfeld-díj(wd), Amerikai Fizikai Társaság[15]

## Válogatott publikációk
- A képlet. A siker egyetemes törvényei; ford. Bujdosó István; Libri, Budapest, 2018, ISBN 9789634331919
- A hálózatok tudománya; szimulációk, adatfeldolgozás Pósfai Márton, angolból ford. Kirchner Edina, Szabados László; Libri, Budapest,  2016
- Villanások. A jövő kiszámítható; angolból ford. Kepes, János; Nyitott Könyvműhely, Budapest, 2010, ISBN 9789633100141)
- Behálózva. A hálózatok új tudománya. Hogyan kapcsolódik minden egymáshoz, és mit jelent ez a tudományban, az üzleti és a mindennapi életben; angolból ford. Vicsek Mária; 2. bőv., átdolg. kiad.; Helikon, Budapest, 2008
- Behálózva – a hálózatok új tudománya; Magyar Könyvklub, 2003 ISBN 963547895X (ismertető)
- Linked: How Everything Is Connected to Everything Else, 2002, ISBN 0-452-28439-2 (az előző eredeti angol változata)
- Barabási, Albert-László and Réka Albert, "Emergence of scaling in random networks", Science, 286:509-512, October 15, 1999
- Barabási, Albert-László and Zoltán Oltvai, "Network Biology", Nature Reviews Genetics 5, 101-113 (2004)
- Barabási, Albert-László, Mark Newman and Duncan J. Watts, The Structure and Dynamics of Networks, 2006, ISBN 0-691-11357-2
- Réka Albert, Hawoong Jeong, and Barabási, Albert-László, "The Diameter of the WWW", Nature, 401:130-131, 1999

### Magyar nyelvű előadásai videókon
- A hálózatok csodálatos világa Mindentudás Egyeteme, 2005. október 10.
- Humán mozgások statisztikus fizikája, Barabási előadása a Műegyetemen, 2010. január 29.
- Amit ma megtehetsz, megteszed holnap is – Kiszámítható-e az emberi viselkedés dinamikája? Mindentudás Egyeteme 2.0, 2011. január 15.

### Egyéb oldalak
- Honlapja
- Mostantól tudjuk megérteni az emberi viselkedést Riport Barabási Albert-Lászlóval
- Friderikusz Riport Barabási Albert-Lászlóval 2015.02.19. (Hozzáférés: 2016. február 1.)
- Barabási: Én a kérdésfelvetésben vagyok jó. Megjelent a Nőileg c. erdélyi magazin 2016. január–februári számában. Kérdezett Sipos Betti
- Barabási Albert László Archiválva 2021. október 28-i dátummal a Wayback Machine-ben (elte.dh)